# Drusus annulatus
Drusus annulatus là một loài Trichoptera trong họ Limnephilidae. Chúng phân bố ở miền Cổ bắc.